# Aldo Morandi
Aldo Morandi   (Trapani, 4 d'agost de 1896 - Milà, 28 de gener de 1975) pseudonim d'Aldo Morandi, va ser un militar italià antifeixista que va combatre a les Brigades Internacionals durant la Guerra Civil Espanyola, on va aconseguir el grau de tinent-coronel.

## Biografia

### Primers anys
Fill d'un oficial de l'exèrcit, va assistir a l'Escola Naval i va participar en la Primera Guerra Mundial amb el grau d'alferes en la "Brigata Marina", que es convertiria en el Batalló de Sant Marc.
Es va adherir a les Joventuts Socialistes en 1919 i a Trieste va dur a terme labors polítiques i organitzatives. En 1921 es va incorporar al Partit Comunista Italià. Acusat d'estar en contacte amb elements subversius, de participar en reunions polítiques i de propaganda entre els mariners, va ser acusat de falsificació de documents. El Tribunal Militar de Florència el va condemnar a tres mesos de presó i el va expulsar de l'Exèrcit. Morandi va argumentar que les acusacions eren falses, fetes pel seu compromís polític. Es va establir a Legnano en 1922 i es va convertir en secretari de la secció local del Partit Comunista, on fou atacat i copejat pels feixistes, mentre col·laborava per a la premsa clandestina La Verità, La Recluta, La Caserma, periòdics propagandistes. També va falsificar documents i passaports per a membres dels grups clandestins que operaven a través de la frontera. Va ser vigilant nocturn en una fàbrica tèxtil, treballador, paleta i empleat de banca.
En 1923 va ser detingut a Florència per activitat política il·legal i condemnat a set mesos de presó. En 1924 va ser arrestat pels mateixos càrrecs a Pistoia, havent de complir quatre mesos en la presó. En 1925 la Fiscalia Militar de Bolonya el va acusar d'haver proporcionat a una parella la documentació d'un fals matrimoni, un d'ells Umberto Terracini. En 1926 va ser detingut juntament amb dos altres companys a l'estació de Milà. Per a evitar la presó va fugir a França, Bèlgica i Txecoslovàquia, països dels quals va ser expulsat.

### Guerra Civil Espanyola
L'agost de 1936 es trobava a França, on el Partit Comunista Francès realitzava una intensa campanya per a reclutar soldats per a les Brigades Internacionals que lluitaven a la Guerra Civil Espanyola contra l'exèrcit revoltat. El 30 de novembre va arribar a Espanya i es va afiliar al Partit Comunista. A la base de les Brigades Internacionals a Albacete va ser nomenat capità i comandant del Batalló Mixt d'Educació. El 23 de desembre es va convertir en cap de l'Estat Major de la XIV Brigada Internacional, la primera acció en combat de la qual va ser en el front d'Andalusia. Després arribaria el front de Madrid: El 14 de febrer va ser nomenat comandant dels batallons 21 i 24 que van lluitar en la batalla del Jarama on va ser ferit en la cuixa. Posteriorment va assumir el comandament de la 86a Brigada Mixta i la 63a Divisió, en el front de Còrdova.
Al febrer de 1938 va passar a manar l'acabada de constituir divisió «Extremadura», amb la qual va arribar a operar al front de Llevant.

### Segona Guerra Mundial i últims anys
Es trobava a França quan va esclatar la Segona Guerra Mundial i amb l'ocupació nazi del país, és buscat per la Gestapo, per la qual cosa va fugir a Suïssa, on les autoritats el van jutjar per immigració il·legal i va ser enviat a un camp de treball en Gordola, on hi va romandre fins al final de la guerra. Al maig de 1945 va tornar a Milà i es va convertir en membre del Comitè Directiu de la Federació dels Socialistes Europeus, però en 1947 va abandonar el Partit Socialista i es va unir al Moviment Federalista Europeu d'Altiero Spinelli del que va arribar a ser Secretari Regional.

## Obres
- In nome della libertà, diario de Riccardo Formica, àlies Aldo Morandi, editat per Pietro Ramella, Mursia, 2003.
- Pietro Secchia, Aldo dice 26x1. Cronistoria del 25 aprile 1945, Feltrinelli, 423/UE, 1963.